# Beaumetz-lès-Aire
Beaumetz-lès-Aire is een gemeente in het Franse departement Pas-de-Calais (regio Hauts-de-France) en telt 240 inwoners (1999). De plaats maakt deel uit van het arrondissement Sint-Omaars.

## Geografie
De oppervlakte van Beaumetz-lès-Aire bedraagt 4,4 km², de bevolkingsdichtheid is 54,5 inwoners per km².
De onderstaande kaart toont de ligging van Beaumetz-lès-Aire met de belangrijkste infrastructuur en aangrenzende gemeenten.

## Demografie
Onderstaande figuur toont het verloop van het inwonertal (bron: INSEE-tellingen).